# Франческо Гонзага-Невер (1606 – 1622)
Вижте пояснителната страница за други личности с името Франческо Гонзага.
Франческо Гонзага-Невер (на френски: François III de Rethel, на италиански: Francesco di Gonzaga-Nevers; * 17 юни 1606, Шарлевил-Мезиер, Кралство Франция; † 13 октомври 1622, пак там) от род Гонзага-Невер е наследствен херцог на Херцогство Ретел като Франсоа III дьо Ретел (на френски: François III de Rethel).

## Произход
Той е най-възрастният син на Карло I Гонзага-Невер (1580 – 1637), херцог на Невер и на Ретел, 7-и херцог на Мантуа и на Монферат, и на съпругата му Катерина Лотарингска-Майен-Гиз (1585 – 1618). Негови дядо и баба по бащина линия са принц Лудовико Гонзага-Невер, херцог на Невер и на Ретел, и Хенриета дьо Клев, а по майчина – Шарл II Лотарингски, херцог на Майен, и Хенриета Савойска-Вилар. Има двама братя и три сестри: 
- Карло II (1609 – 1631), херцог на Невер и Ретел и Майен, съпруг на Мария Гонзага
- Фердинандо (1610 – 1632), херцог на Майен, неженен и бездетен;
- Мария Луиза (1611 – 1667), позната в Полша като Лудовика Мария, кралица на Полша като съпруга на Владислав IV Васа и на Ян II Кажимеж
- Бенедета (607 – 1637), монахиня, игуменка на Авне-Вал-д'Ор;
- Анна Мария (1616 – 1684), чуждестранна принцеса, пфалцграфиня на Зимерн като съпруг на Едуард фон дер Пфалц

## Биография
Франческо, наследствен херцог на Ретел, е наследник на властта на феодалните владения на баща си – херцогствата Невер и Ретел и Княжество Арш. Той обаче умира неженен и бездетен на 16-годишна възраст на 13 октомври 1622 г., оставяйки правата си на наследник на по-малкия си брат Карло II.